# Giuseppe Pisanu

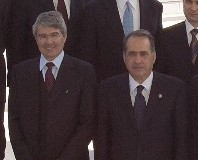
Giuseppe Pisanu (rechts) in 2004

Giuseppe Pisanu (Ittiri, 2 januari 1937) is een Italiaans politicus.
Giuseppe Pisanu was vroeger lid van de (thans opgeheven) Democrazia Cristiana (DC). Hij leidde de DC in Sassari en was later partijleider van de DC op Sardinië. In 1972 werd Pisanu voor de DC in de Kamer van Afgevaardigden gekozen. Van 1975 tot 1980 stond hij aan het hoofd van het nationaal politiek secretariaat van de DC.
Van 1980 tot 1983 was Pisanu in de achtereenvolgende kabinetten Forlani, Spadolini en Fanfani staatssecretaris van Financiën. In de christendemocratische-socialistische kabinetten Craxi, Goria en De Mita was hij staatssecretaris van Defensie.
Na de opheffing van de DC in 1994 sloot Pisanu zich in hetzelfde jaar aan bij Forza Italia van Silvio Berlusconi. In 1994, 1996 en in 2001 werd hij voor FI in de Kamer van Afgevaardigden gekozen (voor de regio Sardinië).
Van 3 juli 2002 tot 17 mei 2006 was hij minister van Binnenlandse Zaken (kabinetten Berlusconi en Berlusconi-III).